# Dichelus fulvipennis
Dichelus fulvipennis är en skalbaggsart som beskrevs av Kulzer 1960. Dichelus fulvipennis ingår i släktet Dichelus och familjen Melolonthidae. Inga underarter finns listade i Catalogue of Life.